# Health Mate-Cyclelive
Health Mate-Cyclelive was een Belgische wielerploeg voor vrouwen, die in 2018 en 2019 deel uitmaakte van het peloton.

## Geschiedenis
In juni 2019 kwam de ploeg negatief in het nieuws doordat meerdere rensters manager Patrick Van Gansen beschuldigden van ongewenst gedrag. Hierdoor verlieten Sara Mustonen, Esther Meisels en Chloë Turblin de ploeg gedurende het jaar, trokken sponsoren zich terug en hield de ploeg na 2019 op te bestaan.

## Renners

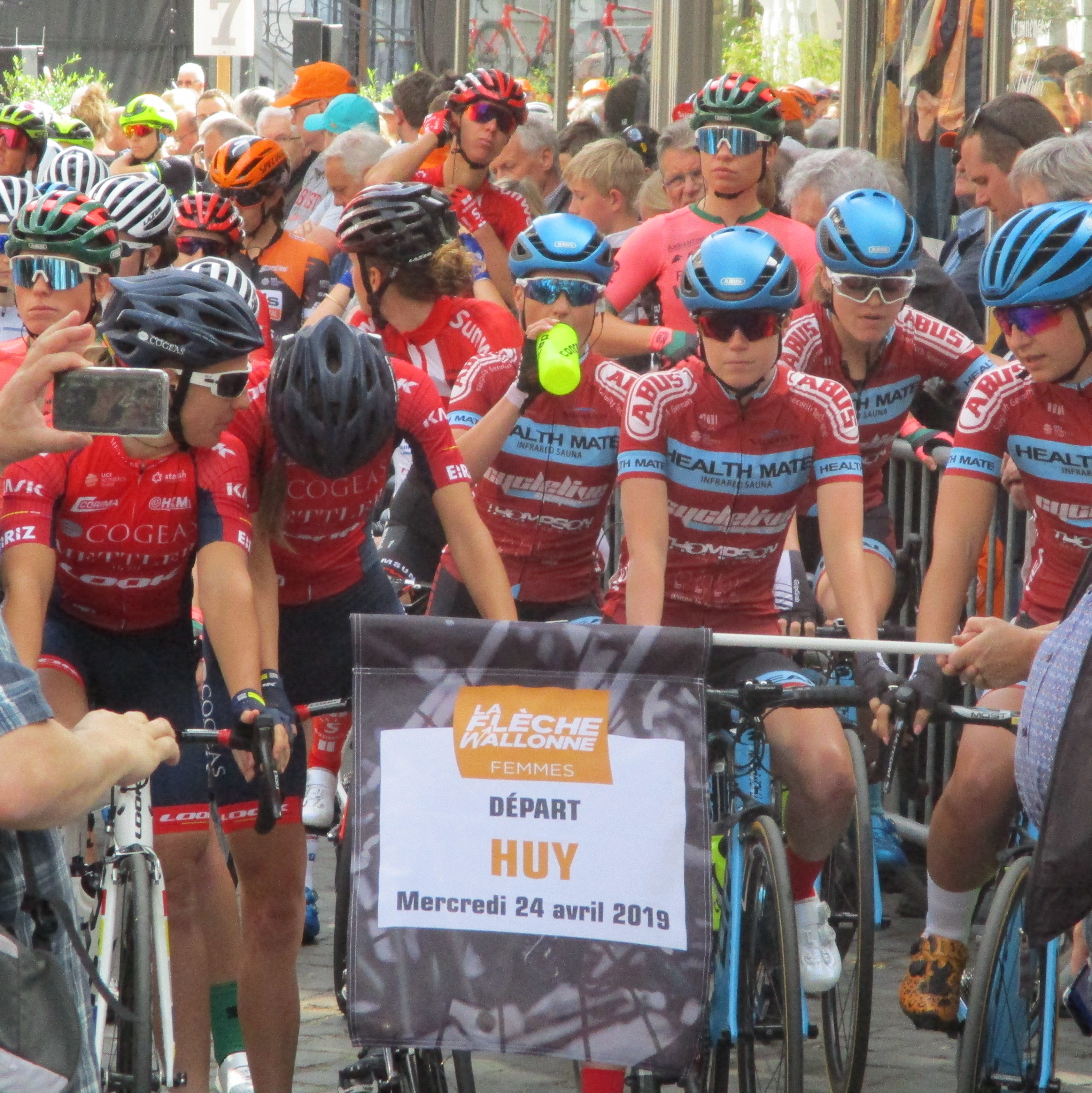
Aan de start van de Waalse Pijl 2019.

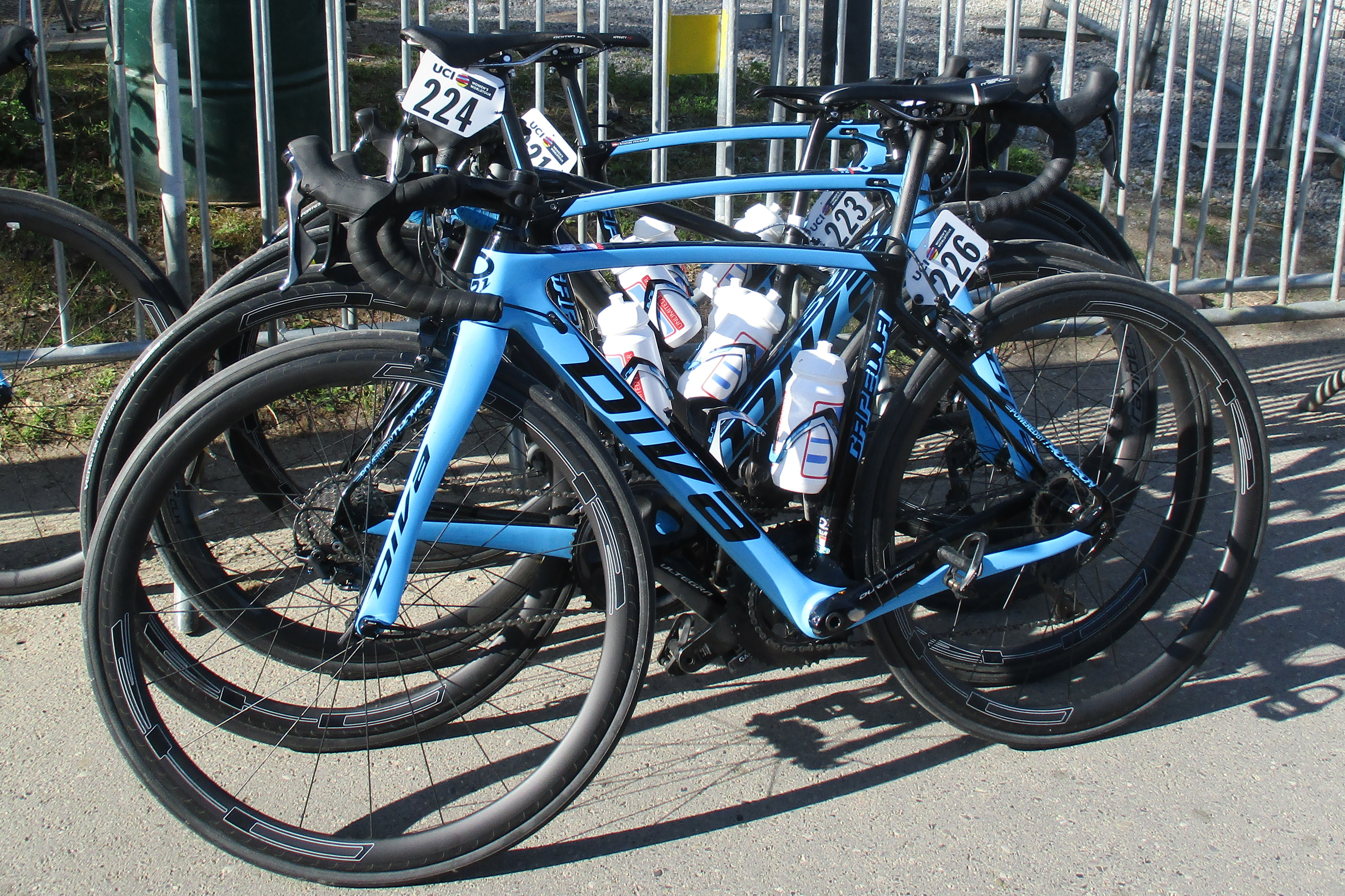
Fietsen van de ploeg in 2018.

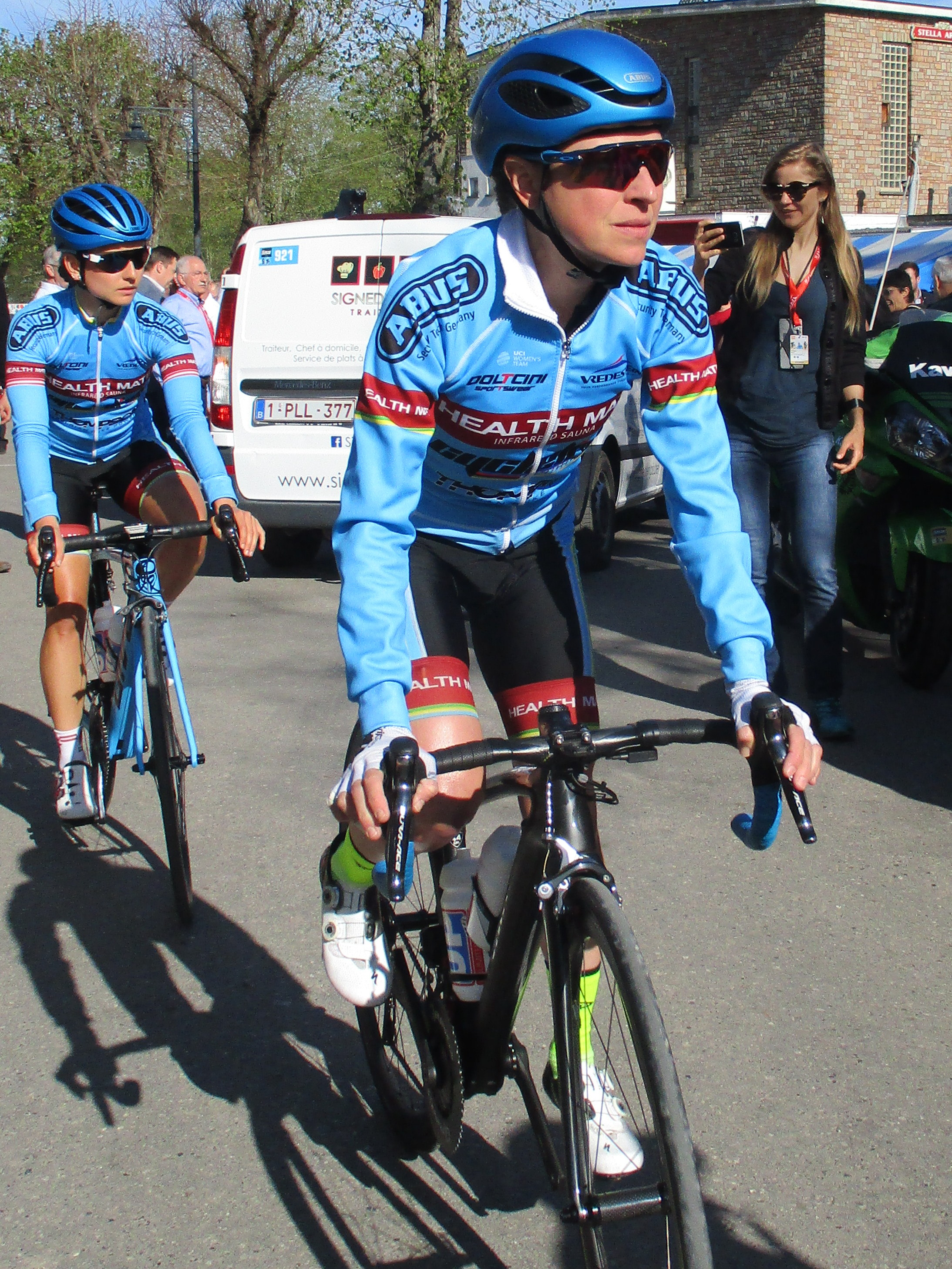
Flávia Oliveira in de Waalse Pijl 2018.

| Naam                    | Geboortedatum | Nationaliteit       | Periode               |
| ----------------------- | ------------- | ------------------- | --------------------- |
| Delphine Brits          | 02-11-1982    | België              | 2018                  |
| Fien De Paepe           | 17-05-1996    | België              | 2018                  |
| Tara Gins               | 02-12-1990    | België              | 2018                  |
| Desiree Liegeois        | 29-09-1997    | Nederland           | 2018                  |
| Janine van der Meer     | 27-02-1994    | Nederland           | 2018                  |
| Marieke van Witzenburg  | 29-10-1995    | Nederland           | 2018                  |
| Laura Vainionpää        | 11-04-1994    | Finland             | 2018                  |
| Špela Kern              | 24-02-1990    | Slovenië            | 2018                  |
| Megan Chard             | 06-01-1998    | Verenigd Koninkrijk | jan 2018 - mei 2018   |
| Lore Verstraete         | 18-05-1998    | België              | jan 2018 - mei 2018   |
| Elena Novikova          | 14-01-1984    | Oekraïne            | jan 2018 - april 2018 |
| Flávia Oliveira         | 27-10-1981    | Brazilië            | jan 2018 - april 2018 |
| Chloë Turblin           | 19-09-1995    | Frankrijk           | jan 2018 - april 2019 |
| Lara Defour             | 12-11-1997    | België              | mei 2018 - 2019       |
| Veronika Kormos         | 17-08-1992    | Hongarije           | juni 2018 - 2019      |
| Zsófia Szabó            | 03-01-1997    | Hongarije           | juni 2018 - 2019      |
| Christina Perchtold     | 11-05-1993    | Oostenrijk          | 2018 - 2019           |
| Christina Schweinberger | 29-10-1996    | Oostenrijk          | 2018 - 2019           |
| Kathrin Schweinberger   | 29-10-1996    | Oostenrijk          | 2018 - 2019           |
| Fien Delbaere           | 21-04-1996    | België              | 2019                  |
| Lotte Rotman            | 19-06-1999    | België              | 2019                  |
| Suzanne Verhoeven       | 08-05-1996    | België              | 2019                  |
| Kirstie van Haaften     | 21-01-1999    | Nederland           | 2019                  |
| Kylie Waterreus         | 22-03-1998    | Nederland           | 2019                  |
| Laura Süßemilch         | 23-02-1997    | Duitsland           | 2019                  |
| Laura Lozano            | 25-10-1986    | Colombia            | 2019                  |
| Marga López             | 03-12-1997    | Spanje              | 2019                  |
| Esther Meisels          | 10-06-1995    | Israël              | jan 2019 - jun 2019   |
| Sara Mustonen           | 08-02-1981    | Zweden              | jan 2019 - jun 2019   |
| Elodie Kuijper          | 02-03-2000    | Nederland           | apr 2019 - dec 2019   |

## Belangrijke overwinningen
2018
- Puntenklassement en 2e etappe Ronde van Uppsala, Kathrin Schweinberger
- Flanders Diamond Tour, Janine van der Meer

## Kampioenschappen
2018
- Braziliaans kampioene op de weg, Flávia Oliveira

2019
- Hongaars kampioene op de weg, Zsófia Szabó
- Hongaars kampioene tijdrijden, Veronika Kormos